# Municipio de Meckling
El municipio de Meckling (en inglés: Meckling Township) es un municipio ubicado en el condado de Clay en el estado estadounidense de Dakota del Sur. En el año 2010 tenía una población de 234 habitantes y una densidad poblacional de 2,5 personas por km².

## Geografía
El municipio de Meckling se encuentra ubicado en las coordenadas 42°51′58″N 97°6′5″O / 42.86611, -97.10139. Según la Oficina del Censo de los Estados Unidos, el municipio tiene una superficie total de 93.54 km², de la cual 93,54 km² corresponden a tierra firme y (0 %) 0 km² es agua.

## Demografía
Según el censo de 2010, había 234 personas residiendo en el municipio de Meckling. La densidad de población era de 2,5 hab./km². De los 234 habitantes, el municipio de Meckling estaba compuesto por el 91,03 % blancos, el 8,12 % eran amerindios y el 0,85 % eran de una mezcla de razas. Del total de la población el 0,85 % eran hispanos o latinos de cualquier raza.